# 韓烈侯
韓烈侯（？—前387年），姓名韓取，戰國時期韓國君主，韓景侯之子。
武阳之战：（前397年）韩取、魏击率师围武阳，以复郜之师。鲁阳公率师救武阳，与晋师战于武阳之城下，楚师大败，鲁阳公、平夜悼武君、阳城桓定君，三执圭之君与右尹昭之俟死焉，楚人尽弃其旃幕车兵，犬逸而还。陈人焉反而入王子定于陈。楚邦以多亡城。楚师将救武阳，王命平夜悼武君李（使）人于齐陈淏求师。陈疾目率车千乘，以从楚师于武阳。甲戌，晋楚以战。丙子，齐师至岩，遂还。（《清华简·系年》）
前397年，聂政杀韩相韩傀，前391年，秦攻韩宜阳，夺取六座城邑。前387年韓烈侯去世，子韓文侯即位。 
| 前任： 父韓景侯 | 韓國君主 前400年-前387年 | 繼任： 子韓文侯 |

1. ↑  《史记·三十世家·韩世家》列侯三年，聂政杀韩相侠累。九年，秦伐我宜阳，取六邑。十三年，列侯卒，子文侯立。是岁魏文侯卒。